# Maczuliszczy
Maczuliszczy (biał. Мачулішчы; ros. Мачулищи, Maczuliszczi) – osiedle typu miejskiego na Białorusi, w obwodzie mińskim w rejonie mińskim. W 2010 roku liczyło ok. 7,3 tys. mieszkańców.
Znajduje się tu 50. baza lotnicza Sił Powietrznych Białorusi oraz przystanek kolejowy Maczuliszczy na linii Homel – Mińsk Osobowy.

## Historia
Pod koniec XIX wieku w wołoście Bóbr, w powiecie sieńskim, w guberni mohylewskiej Imperium Rosyjskiego.